# 44 Armia (ZSRR)
44 Armia (ros. 44-я армия) – związek operacyjny Armii Czerwonej z okresu II wojny światowej.

## Historia
Armia sformowana 1 sierpnia 1941 w Zakaukaskim Okręgu Wojskowym na podstawie rozkazu dowódcy Okręgu z dnia 23 lipca 1941. Armia powstała na bazie 40 Korpusu Strzeleckiego.
Armia wchodziła w skład Frontów i brała udział w operacjach:
- Front Zakaukaski – 23 VIII 1941 – 30 XII 1941
  - Operacja Y (interwencja w Iranie)
- Front Kaukaski – 30 XII 1941 – 28 II 1942
  - Operacja desantowa kerczeńsko-teodozyjska
- Front Krymski – 28 I 1942 – 20 V 1942
- Front Północno-Kaukaski – 20 V 1942 – 3 IV 1943
- Front Zakaukaski – 16 VI 1942 – 30 XII 1941
- Front Północno-Kaukaski – 24 I 1943 – 6 II 1943
- Front Południowy – 6 II 1943 – 20 X 1943
- 4 Front Ukraiński – 20 X 1943 – 9 IX 1943

Dowództwo Armii rozformowano 9 listopada 1943 roku, a jednostki przekazano do innych związków operacyjnych.

## Dowódcy[1]
| stopień                         | imię i nazwisko         | okres pełnienia służby | kolejne stanowisko                              |
| ------------------------------- | ----------------------- | ---------------------- | ----------------------------------------------- |
| generał major                   | Aleksandr Chadiejew     | VIII 1941 – XII 1941   |                                                 |
| generał major                   | Aleksiej Pierwuszyn.    | XII 1941 – 15 I 1942   |                                                 |
| generał major                   | Iwan Daszyczew          | 16 I 1941 – 21 I 1942  | aresztowany 21 I 1942 i skazany na 4 lata łagru |
| pułkownik                       | Serafim Rożdiestwieński | 21 I 1942 – 11 II 1942 |                                                 |
| generał porucznik               | Stiepan Czerniak        | 8 II 1942 – 29 V 1942  | zdegradowany do stopnia pułkownika              |
| generał major                   | Andriej Chriaszczew     | 29 V 1942 – VIII 1942  |                                                 |
| generał major                   | Iwan Pietrow            | VII 1942 – 10 X 1942   |                                                 |
| generał major                   | Kondrat Mielnik         | X 1942                 |                                                 |
| generał major/generał porucznik | Wasilij Chomienko       | IX 1942 – 7 IX 1943    | zginął                                          |

## Skład
Skład Armii w sierpniu 1941:
- 20 Dywizja Strzelców Górskich
- 77 Azerska Dywizja Strzelców Górskich
- 17 Dywizja Kawalerii
- 24 Pułk pancerny[3].